# فرودگاه کینهوانگدو بیدایهه

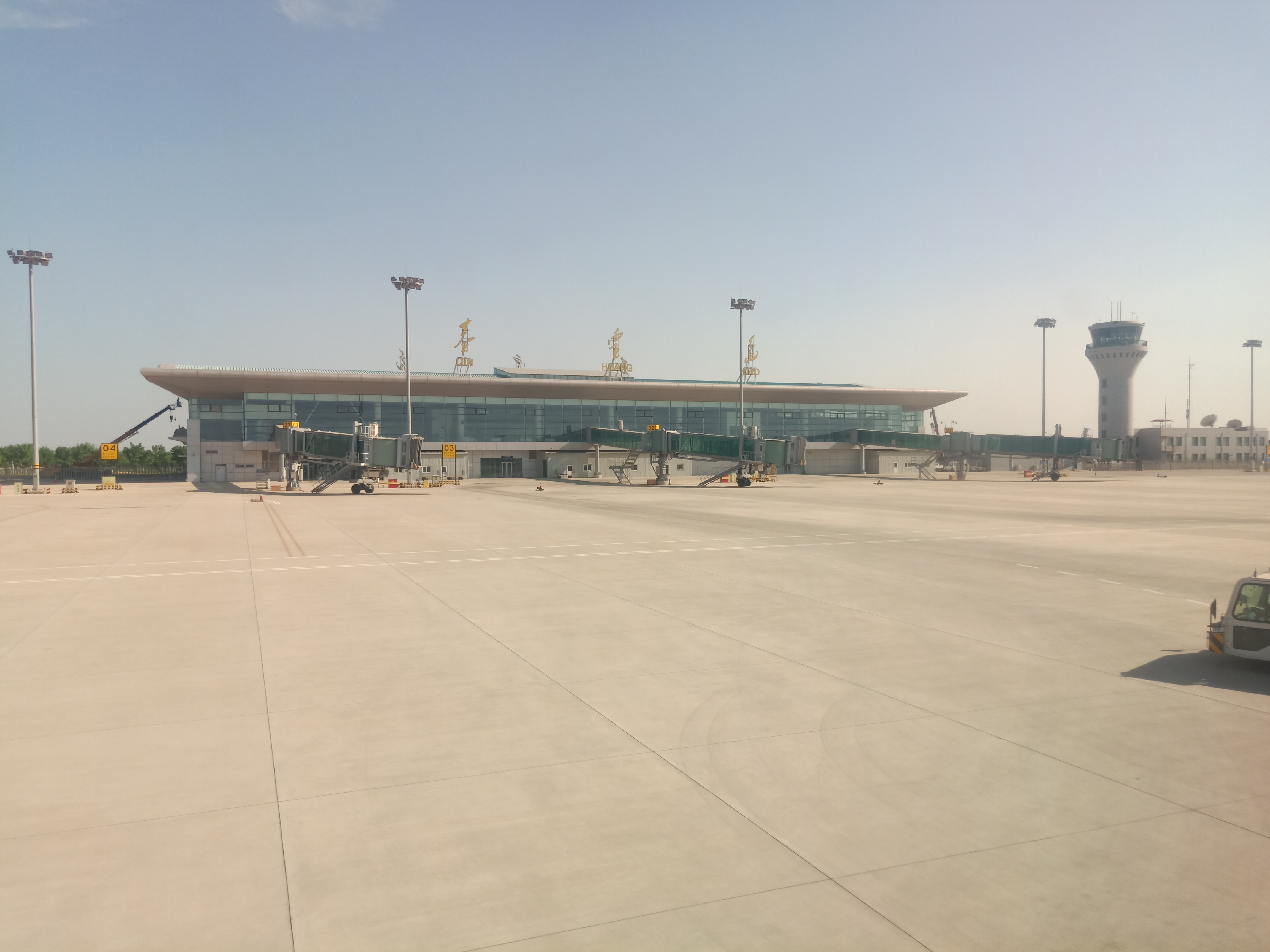
فرودگاه کینهوانگدو بیدایهه

فرودگاه کینهوانگدو بیدایهه (به انگلیسی: Qinhuangdao Beidaihe Airport) یک فرودگاه همگانی است . این فرودگاه در کشور چین قرار دارد .